# Projet AGILE
Le projet AGILE est un programme de recherche américain qui vise à donner les moyens aux États-Unis de mener des guerres asymétriques loin du territoire américain. Certains résultats de ces recherches sont utilisés dans la lutte anticommuniste, particulièrement au Viêt Nam et en Thaïlande.
Mené par l'ARPA (qui devient la Defense Advanced Research Projects Agency (DARPA) en 1972), le projet AGILE débute en 1961 pour être annulé en 1974.

## Projet
Le projet couvre plusieurs aspects de la guerre et est divisé en plusieurs sous-projets.

### Sous-projets I, II et VIII
Les sous-projets II et VIII fusionnés au sein du sous-projet I pour aborder les différentes armes et matériels militaires ainsi que les rations.

### Sous-projet III
Ce sous-projet traite de tous les aspects liés au transport et à la logistique.

### Sous-projet IV
Ce sous-projet couvre les systèmes de communication.

### Sous-projet V
Ici est traité la surveillance et le pointage des objectifs militaire.

### Sous-projet VI
Ce sous-projet traite de l'utilisation des herbicides (comme l'Agent orange et les autres herbicides arc-en-ciel), de la guerre psychologique et des moyens médicaux durant une campagne militaire.

### Sous-projet VII
Ici est abordée la planification des campagnes militaires, des différentes cause de décès et blessures, des problèmes environnementaux et l'étude d'autres guerres asymétriques (comme la Guerre d'Algérie).